# Prairie Creek Township (Iowa)
Die Prairie Creek Township ist eine von 17 Townships im Dubuque County im Osten des US-amerikanischen Bundesstaates Iowa. 

## Geografie
Die Prairie Creek Township liegt im Osten von Iowa rund 25 km südwestlich von Dubuque, dem am Iowa von Wisconsin und Illinois trennenden Mississippi gelegenen Zentrum der Region.
Die Prairie Creek Township liegt auf 42°20′04″ nördlicher Breite und 90°50′26″ westlicher Länge und erstreckt sich über 92,7 km². 
Die Prairie Creek Township grenzt innerhalb des Dubuque County im Westen an die Whitewater Township, im Nordwesten an die Taylor Township, im Norden an die Vernon Township, im Nordosten an die Mosalem Township und im Osten an die Washington Township. Im Süden grenzt die Prairie Creek Township an das Jackson County.

## Verkehr
Durch die Prairie Creek Township verläuft der zum Freeway ausgebaute U.S. Highway 151, der die kürzeste Verbindung von Dubuque zum südwestlich gelegenen Cedar Rapids bildet. Alle weiteren Straßen innerhalb der Township sind County Roads und weiter untergeordnete und zum Teil unbefestigte Straßen.
Die nächstgelegenen Flugplätze sind der Dubuque Regional Airport (rund 20 km nordöstlich) und der Monticello Regional Airport (rund 30 km südwestlich).

## Bevölkerung
Bei der Volkszählung im Jahr 2010 hatte die Township 613 Einwohner. Innerhalb der Prairie Creek Township gibt es neben Streubesiedlung mit Bernard nur eine selbständige Gemeinde (mit dem Status "City").